# 1589
1589 (MDLXXXIX) var ett normalår som började en söndag i den gregorianska kalendern och ett normalår som började en onsdag i den julianska kalendern.

## Händelser

### Juli
- 28 juli – Kashmir uppgå i Mogulriket.[1]

### Augusti
- 28 augusti–30 september – Johan III försöker få Sigismund att abdikera i Polen vid ett möte i Reval. Rådet lyckas både avstyra ett krig mellan länderna och förslaget att Sigismund skall följa med Johan till Sverige. Därmed ökar klyftan mellan rådet och kungen, som söker stöd hos brodern hertig Karl (IX). Därför upphävs Vadstena artiklar och Kalmar stadgar. Bröderna avsätter dessutom diverse rådsherrar.

### Okänt datum
- En svensk myntförsämring inleds.

## Födda
- 12 april – Johan Kasimir av Pfalz-Zweibrücken, tysk greve, pfalzgreve och hertig, informell innehavare av det svenska riksskattmästareämbetet 1622–1634, gift med Gustav II Adolfs syster Katarina och far till Karl X Gustav.
- 18 april – Johan, hertig av Östergötland, svensk prins, son till Johan III.
- 28 april – Margareta av Savoyen, vicedrottning av Portugal och regent i Monferrato.
- 1 augusti – Alexandrine von Taxis, tysk postmästare och grevinna.
- 28 augusti – Jan Rutgersius, holländsk filolog och diplomat.

## Avlidna
- 2 mars – Alessandro Farnese, italiensk kardinal.
- 29 juli – Maria av Pfalz, gift med hertig Karl (IX).
- 1 augusti – Jacques Clément, fransk dominikanmunk som mördade den franske kungen Henrik III.
- 2 augusti – Henrik III, kung av Polen 1573–1574 och av Frankrike sedan 1574.
- 16 december – Michael Bajus, belgisk teolog.
- Agia Filothei, grekiskt helgon.
- Heo Nanseolheon, koreansk poet.

### Fotnoter
1. ↑  World Statesmen (läst 4 april 2011)